# Miki Zohar
Miki Zohar (hebr.: מיקי זוהר, ur. 28 marca 1980 w Kirjat Gat) – izraelski prawnik, samorządowiec i polityk, od 2015 poseł do Knesetu z listy Likudu.
Służbę wojskową ukończył w stopniu sierżanta. Zdobył wykształcenie prawnicze na Uniwersytecie Bar-Ilana w Ramat Ganie. W latach 2008–2015 był członkiem Rady Miejskiej w rodzinnym Kirjat Gat, w latach 2013–2015 również zastępcą burmistrza.
W wyborach parlamentarnych w 2015 po raz pierwszy dostał się do izraelskiego parlamentu. W wyborach w kwietniu 2019 uzyskał reelekcję. 29 grudnia 2022 został ministrem kultury i sportu w trzydziestym siódmym rządzie Izraela, na mocy prawa norweskiego zrezygnował w styczniu 2023 z mandatu posła. 
Jest żonaty, ma czworo dzieci.